# Lotus arenarius
Lotus arenarius är en ärtväxtart som beskrevs av Felix de Silva Avellar Brotero. Lotus arenarius ingår i släktet käringtänder, och familjen ärtväxter. Inga underarter finns listade i Catalogue of Life.